# Vigna reflexo-pilosa
Vigna reflexo-pilosa är en ärtväxtart som beskrevs av Bunzo Hayata. Vigna reflexo-pilosa ingår i släktet vignabönor, och familjen ärtväxter. Inga underarter finns listade i Catalogue of Life.